# Coniella macrospora
Coniella macrospora är en svampart som beskrevs av Aa 1983. Coniella macrospora ingår i släktet Coniella och familjen Schizoparmaceae.   Inga underarter finns listade i Catalogue of Life.